# Marta Jandová
Marta Jandová (Praag, 13 april 1974) is een Tsjechisch zangeres.

## Songfestivals
In 2005 vertegenwoordigde ze -samen met Apocalyptica- Baden-Württemberg op het eerste Bundesvision Song Contest. Ze werden vijfde met 77 punten.
In 2007 nam ze opnieuw deel aan het festival. Ditmaal nam ze samen deel met Oomph! en vertegenwoordigde ze Nedersaksen. Ze wonnen het festival met 147 punten. Negen meer dan nummer twee Hamburg.
De Tsjechische openbare omroep selecteerde Jandová intern om Tsjechië te vertegenwoordigen op het Eurovisiesongfestival 2015 in de Oostenrijkse hoofdstad Wenen. Daar bracht ze in een duet met Václav Noid Bárta het volledig in het Engels vertolkte Hope never dies ten gehore. Het lied raakte niet tot in de finale.
2007: Kabát · 
2008: Tereza Kerndlová · 
2009: Gipsy.cz · 
2015: Marta Jandová & Václav Noid Bárta · 
2016: Gabriela Gunčíková · 
2017: Martina Bárta · 
2018: Mikolas Josef · 
2019: Lake Malawi · 
2021: Benny Cristo · 
2022: We Are Domi · 
2023: Vesna · 
2024: Aiko · 
2025: Adonxs
- Gemeinsame Normdatei: 135397782
- International Standard Name Identifier: 0000 0000 5705 9362
- MusicBrainz: 68b8e15d-09ab-492c-bfc4-f45cb832149e
- Nationale Bibliotheek van Tsjechië: ola2002152463
- Virtual International Authority File: 80158104
- WorldCat: E39PBJtxdXcPvrjJg8wMkxRHYP